# Stanisław Paczka
Stanisław Paczka (* 16. September 1945 in Kukow; † 1. Februar 1969 in Königssee) war ein polnischer Rennrodler.
Paczka war einer der begabtesten polnischen Rennrodler der 1960er Jahre. Bei den Junioren gewann er fünf nationale Titel im Einsitzer (1961, 1962) und im Doppel (1961–1963). Als Senior gewann er 1968 gemeinsam mit Lucjan Kudzia den Titel im Doppelsitzer und war mehrfacher Vizemeister. Er nahm mehrfach an Welt- und Europameisterschaften teil. Bei den Europameisterschaften 1962 in Weißenbach bei Liezen belegte er sowohl im Ein- als auch im Doppelsitzer den 12. Platz. Bei den Weltmeisterschaften 1965 in Davos platzierte er sich mit mehr als neun Sekunden Rückstand auf Sieger Hans Plenk auf dem siebenten Platz. Gemeinsam mit Lucjan Kudzia startete er auch bei den Olympischen Winterspielen 1968 auf der Bahn in Villard-de-Lans. Sie erreichten bei dem olympischen Doppelsitzerrennen den neunten Platz.
Während des zweiten Laufs der Weltmeisterschaften 1969 wurde Paczka am 1. Februar 1969 in einer Kurve aus der Kombinierten Kunsteisbahn am Königssee getragen. Er erlag wenig später den sich dabei zugezogenen schweren Verletzungen.